# Tatyana Prikhodko
Tatyana Prikhodko (13 ottobre 1993) è una schermitrice kazaka.

## Palmarès
- Campionati asiatici

Wakayama 2012: bronzo nella sciabola a squadre.
Bangkok 2018: bronzo nella sciabola a squadre.